# Burek argelino

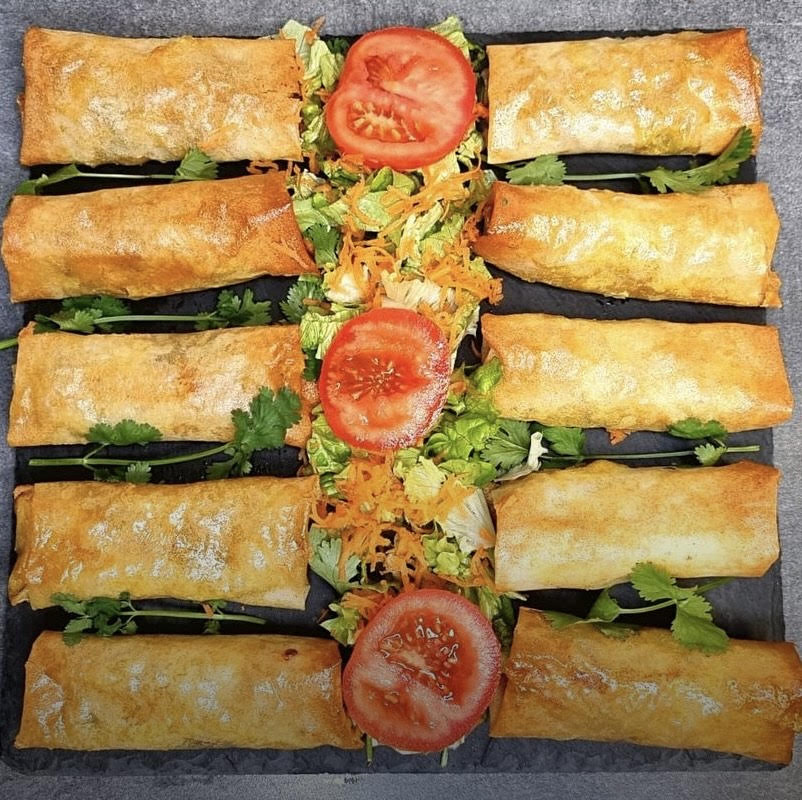
Burek argelino.

El burek o bourek argelino (árabe: بوراك), también conocido como "brik" en el este de Argelia, es una variante popular del börek de pasta salada que se encuentra en Oriente Próximo y el norte de África. El burek argelino suele estar compuesto por delicadas láminas de masa filo, conocidas como "dyoul" en Argelia, que pueden comprarse en tiendas o hacerse en casa. Estas láminas se rellenan con una mezcla de puré de patatas, cebollas picadas y especias como comino y pimentón. Además del relleno de patatas, el burek argelino puede incluir otras variantes, como huevo, tomate con carne picada, gambas, pollo o carne picada con queso. A continuación, la masa se dobla en forma usualmente triangular y se hornea o fríe hasta que queda dorada y crujiente. El burek puede tener muchas formas y tamaños, como triángulos, rectángulos y espirales.
El burek argelino suele servirse como aperitivo o tentempié, y puede encontrarse en muchos puestos callejeros y restaurantes de todo el país. También suele servirse durante el Ramadán como parte de la comida del iftar, la comida que rompe el ayuno diario durante el mes sagrado de los musulmanes.